# Нека нова јутра
Нека нова јутра је осамнаести албум групе Црвена јабука. Албум је сниман током 2022. године.
Албум је издат у издању Croatia Records.

## Позадина
После великог успеха Тврђаве, група снима материјал за нови албум. У међувремену, у Сарајеву, одржана је изложба под називом Црвена јабука: За све ове године поводом 35 година постојања групе. Ауторка ове необичне изложбе на отвореном је Амина Абдичевић, музејски саветник из Музеја књижевности и позоришне уметности.
Упркос тадашњој здравственој ситуацији у Србији, 2021. године био је одржан традиционални концерт у Београду. Сатирични веб сајт Њуз нет се нашалио поводом реакција на концерт.
Група је у мају 2022. године одржала концерт у Прибоју у оквиру Спортских игара младих.

## О албуму
На овом албуму је радила иста екипа иза претходна два албума, Nocturno и Тврђава. Оно што се фановима у Македонији посебно допада је песма „Ако умрем, ил загинам“, коју је Жера маестрално отпевао овом приликом.
Праћен је спотовима за насловну нумеру, „Боље да сам сам”, „Љубав”, „Смиље”, и „Први плес”.
Промовисан је у Жера бару децембра 2022. године.

## Списак песама
| №   | Назив                         | Трајање |  |
| 1.  | Нека нова јутра               | 4:32    |  |
| 2.  | Боље да сам сам               | 3:42    |  |
| 3.  | Љубав                         | 3:49    |  |
| 4.  | Башчаршијска                  | 4:32    |  |
| 5.  | Дунав мирује                  | 3:47    |  |
| 6.  | Љубица                        | 3:18    |  |
| 7.  | Бенови                        | 3:52    |  |
| 8.  | Смиље                         | 4:16    |  |
| 9.  | Оно што нисам имао            | 4:02    |  |
| 10. | Тонка                         | 4:15    |  |
| 11. | Шта је дијете од љубави знало | 3:23    |  |
| 12. | Бехар                         | 3:43    |  |
| 13. | Грлица                        | 4:06    |  |
| 14. | Први плес                     | 4:06    |  |
| 15. | Ако умрам ил загинам          | 3:01    |  |

## Сличности
Нека нова јутра-Born to Make You Happy (Бритни Спирс)-Баш ти лијепо стоје сузе (Хари Мата Хари)

## Топ листе

### Недељна листа
| Листа     | Највиша позиција |
| --------- | ---------------- |
| ХР Топ 40 | 3                |

| Листа     | Највиша позиција |
| --------- | ---------------- |
| ХР Топ 40 | 2                |

### Полугодишња листа
| Листа | Највиша позиција |
| ----- | ---------------- |
| ХДУ   | 7                |